# Кисеоничка маска
Кисеоничка маска, је специјално дизајнирано средство, која прекрива носно усни предео или цело лице и омогућава удисање кисеоника или мешавине кисеоника и других гасова, из посуда за њихово складиштење, са којима је преко регулатора протока гаса, повезана специјалним цревом и другим системима. Израђује се од материјала отпорног на хемијски утицај гасова који кроз њу пролазе (најчешће силиконска гума или пластика) у различитим димензијама и облицима у зависности од намене. Намењена је удисању кисеоника у условима његовог недостатка у атмосферском ваздуху или у циљу лечења.

## Намена
Применом кисеоничке маске, обезбеђује се;
- заштите организма и његових органа за дисање у условима повећане концентрације отровних гасних смеша у околној атмосфери (пожар, хаварија у хемијској индустрији итд)
- физиолошка заштита процеса дисања у условима снижене концентрације кисеоника у атмосферском ваздуху (боравак на високим планинама, у ваздухопловству, роњењу итд)
- лечење болесника, применом кисеоника као лека у одређеним болестима и стањима.

Сваки од наведених начина употребе кисеоничке маске значи и примену различитих концентрација кисеоника у удахнутом ваздуху, што захтева примену различитих врста кисеоничких маски и регулатора протока гасова (при чему не треба заборавити да атмосферски ваздух садржи око 21% кисеоника).

## Врсте маски и пратеће опреме
У односу на количину протока у литрима и концентрацију кисеоника у гасној смеши која се примењује у заштити дисајних путева и процеса дисања или лечењу кисеоником, кисеоничке маске које се данас налазе у употреби разврставају се у пет група;
- Маска за примену кисеоника ниске концентрације, у које спадају носна канила (приказане су у посебном тексту) и обична пластична кисеоничка маска.
- Маска за примену кисеоника средње концентрације, у које спадају венти маске, (маске са резервоаром без повратног вентила, са регулаторима протока)
- Маска за примену кисеоника високе концентрације, у које спадају маске са резервоаром са неповратним вентилима.
- Маска за дисање кисеоника високе концентрације на повишеном притиску (натпритиску), у које спадају ронилачке, пилотске, и маске за дисање у барокомори.
- Кисеоничке маске специјалне намене, ватрогасне кисеоничке меске, РХБ маске итд.

### Пластична кисеоничка маска
Ова врста кисеоничке маске углавном се користи у путничким авионима, у алпинизму и медицини (у терапији кисеоником код разних болести и других поремећаја дисања, где је у свакодневној медицинској пракси потребно удисање кисоника).
Најчешће се користи, веома лака носно усна пластична маска за једнократну употребу. Маска је здравствено безбедна и не захтева одржавање. Израђена је од прозирне пластике, удобне за болеснике, путнике авиона, алпинисте и друге кориснике, због мале тежине, лаког ношења и постављања. Кроз њу се види носно усни предео лица, што омогућава бољу контролу овог дела тела у току њене употребе.

### Силиконска и гумена кисеоничка маска
Силиконска и гумена кисеоничка маска је знатно тежа од пластичне, али захваљујући еластичности силиконске масе и специјалном дизајну обезбеђују добро приањање маске уз кожу лица, и спречава „цурење“ кисеоника између лица и маске, што је од посебног значаја у току анестезије, лечења у хипербаричним коморама, тровања угљен-моноксидом, декомпресионе болести, код ронилаца у току роњења, у току летења пилота и астронаута, боравка у атмосфери дима и отровних гасова код ватрогасаца, у ратним условима за време употребе бојних и других отрова код војника итд.
Добре стране ове маске је што омогућава; 
- Правилно дозирање гаса (најчешће кисеоника или мешавине гасова), преко уређаја за контролу протока.
- Минималан губитак гаса (кисеоника или анестетика),
- Употребу кисеоника под повишеним притиском, у авијацији, роњењу, хипербаричној оксигенотерапији у барокоморама.
- Херметичност маске (од продор из атмосфере у дисајне путеве), отровних гасова и дима код ватрогасаца, војника итд., уз истовремено удисање кисеоника.

### Пратећа кисеоничка опрема
Кисеонички системи за складиштење и довод кисеоника до регулатора протока
У кисеоничку маску кисеоником доспева из стационарних и преносних резервоара кисеоника, (кисеоничких станица и челичних боца), преко савитљивих цеви или система централног развода гаса, који чине металне цеви различитог пресека. Цеви које доводе кисеоник, завршавају се у болесничким собама или другим болничким просторима, на регулаторима протока и прикључним местима за кисеоничка црева преко којих се повезује кисеоничка маска.
Регулатори протока кисеоника
Количина кисеоника испоручена из резервоара и боца у кисеоничку маску, подешава се и контролише специјалним уређајима који се зову проточни вентили или регулатори протока. Овим вентилима се не регулише само проток кисеоника (лит/мун) већ и притисак у кисеоничкој масци. Према својој намени вентили могу бити;
- Вентили слободног протока, који једном подешен проток и притисак гаса одржавају на задатом нивоу.
- Вентили на захтев, који притисак и количину испорученог кисеоника аутоматски подешавају потребама корисника, односно његовој учесталости (фреквенцији), дубини удисаја, и спољашњем притиску ваздуха у околни корисника маске.

Прикључна црева
Регулатор протока, преко посебно конструисаног прикључка спојен је са кисеоничком маском преко пластичног или гуменог црева за довод кисеоника. На тај начин су маска, регулатор протока резервоари или боце са кисеоником повезани у јединствени кисеонички систем. Црева могу бити већег или мањег пречника, глатких или ребрастих зидова.
Прикључна црева су најчешће већег пречника од цеви кисеоничког система, како би омогућила већи проток кисеоника на нижем притиску кисеоника. Ребраста или валовита црева великог промера користе се у оним случајевима где се жели избећи савијање и увртање црева и евентуални прекид у протоку (доводу) кисеоника у маску, при разним манипулацијама као што је то случај код пилота, у анестезији и хипербаричној медицини.

## Венти маска
Венти маска, вентури маска или (енгл. HAFOE mask) је медицинска кисеоничка маска у којој се постиже концентрација кисеоника у удахнутом ваздуху од 24 до 60%, при протоку од 2 до 15 l/min. Маска нема усмерен протока ваздуха и регулацију дисања преко вентила и резервоара (балона, јер не поседује ове делове.
Регулација протока и концентрације кисеоника у овој масци, врши се преко специјалних наставака (регулатора) које се налазе као посебан прибор уз сваку маску. Наставци су у различитим бојама, којом се означава количину протока (l/min) и концентрацију кисеоника у удахнутом ваздуху у процентима (нпр. жути наставак у масци регулише 35% концентрацију кисеоника и проток од 8 л/мин).

## Маска са резервоаром без неповратних вентила
У овој врсти маске, која се зове и (енгл. PRB mask), постиже се концентрација кисеоника у удахнутој смеши, без додатних вентила али са резервоаром (кесом-балоном) у распону од 35 до 60%, (према неким ауторима и до 70%). Маска нема усмерен проток ваздуха између респираторних циклуса уз помоћ вентила, јер се део ваздуха усмерава у резервоар у облику кесе.
Акумулације издахнутог ваздуха у резервоару због одсуства вентила, код ове маске има значајан ризик поновног удисања издахнутог ваздуха. Због овог недостатка понекад се у њој не може достићи жељена концентрација кисеоника у удахнутом ваздуха због појаве увећане концентрације угљен-диоксида.
Да би се ово избегло, при употреби ове маске користити се гранични или увећани проток кисеоника кроз маску. Проток кисеоника мора бити једнак или већа од вредности која спречава продор великих количина издахнутог ваздуха у резервоар и његово поновно удисање. Ако је резервоар у издисају довољно напуњен кисеоником (напет), већина издахнутог ваздуха се одстрањује кроз отворе на бочним странама маске, што не доводи до значајног пуњења резервоара издахнутим ваздухом. Примењен већи проток кисеоника, боље испуњава резервоар маске, мање је мешање издахнутог ваздуха са кисеоником у резервоару, а концентрација кисеоника у удахнутом ваздуху је већа.
Ако резервоар савијемо и фиксирамо лепљењем, ова маска се може претворити у једноставну кисеоничку маску без резервоара.

### ОХИО кисеоничка маска
За разлику од осталих кисеоничких маски, у овој масци се постиже око 95% концентрација кисеоника у удахнутом ваздуху. Количина кисеоника у овој масци није мерило за удахнуте концентрације кисеоника, већ испуњености резервоара маске. Маска са резервоаром има неповратне вентиле (док новији модели неких произвођача имају и цевчице са лоптицом које служе као индикатор дисања пацијента).
Код маске са резервоаром са неповратним вентилима, специфичан је и начин примене и намештања саме маске;
Искуство из праксе говори; да је код пацијента са плитком тахипнејом већ на 6 l/min резервоар нормално пун и дисање не утиче на њега, али зато ако болесник дубоко дише, онда је и 8 l/min премало и мора се повећати доток кисеоника у оној количини, док се на балону не примећује дисање болесника. Важно је, да терапеут прати напуњеност резервоара (балона), који је код тог типа маске једини правилан начин за одређивање количине протока кисеоника. Дакле, количина кисеоника у литрима која ће се применити зависна је од напуњености резервоара. Већа количина кисеоника од потребне не утиче на концентрацију кисеоника, јер се не може дати више од 100% али може утицати на његову потрошњу. Зато при раду са овом маском треба стално контролисати расположиве залихе кисеоника.

## Анестезиолошке маске
Посебна врста медицинских маски, која се употребљавају у инхалационој анестезији, су носно-усне кисеоничке маске. Ове маске су најчешће израђене од силиконске гуме и дуплим системом ребрастих црева повезане са апаратом за анестезију, у коме се врши припрема гасова и посебним регулатором регулише проток и притисак гасне смеше.
Кроз једно (доводно) црево у маску се доводи анестетик, а кроз друго (одводно) црево враћа се издахнута смеша гасова у апарат за анестезију. Маска за анестезију се уз помоћ 4 еластичне траке, које се укрштају на потиљку фиксира на главу болесника.

## Кисеоничке маске за боравак у барокомори
Вишемесне хипербаричне и хипобаричне коморе намењене за боравак и лечење два или више лица у исто време, удисањем 100% кисеоника на повишеном или нормалном атмосферском притиску углавном у присуству медицинске сестре, или неког другог пратиоца (родитеља деце, брачног друга итд) опремљене су једном од специјалних кисеоничких маски или хауба;
- Пластичном или силиконском кисеоничком маском специјално конструисаном за примену у барокоморама.
- Пилотском кисеоничком маском подешеном за примену у барокомори.
- Специјалним прозирним, херметичним пластичним хаубама за главу.

Преко кисеоничке маске или хаубе пацијент удише 100% кисеоник на повишеном или нормалном притиску, док унутрашњост коморе испуњава атмосферски ваздух на истом том притиску, што смањује услове за настанак пожара и експлозије у барокоморама, и омогућава значајне уштеде у кисеонику, јер изостаје потреба пуњења унутрашњости коморе великим количинама 100% кисеоника.
Хипербаричне кисеоничке маске према својој конструкцији, могу бити;
- Кисеоничке маске затвореног круга дисања. Ова маска је повезане уз помоћ два ребраста црева са уређајима барокоморе, од којих једно служи за довод кисеоника, а друго за одвод ван коморе, издахнутог ваздуха.
- Кисеоничке маске отвореног круга дисања, са једносмерним вентилом код којих се кисеоник доводи у маску ребрастим цревом повезаним са барокомором, а издахнути ваздух преко вентила, испушта у атмосферу барокоморе. Овај тип маски се све ређе примењује.

Хипербарична кисеоничка хауба
Кисеоничке хаубе, није по својој конструкцији маска, она је у облику ваљка, сачињеног од провидне пластичне масе, која по својој суштини игра улогу кисеоничке маске. Ова хауба се навлачи преко главе и фиксира око врата специјалном манжетном од силиконске гуме. Манжетна око врата херметизује хаубу и спречава излазак гаса из ње. И ова хауба ради по принципу затвореног круга дисања јер је са уређајима барокоморе повезана једним доводним и једним одводним ребрастим цревом.
Мана ове маске је што може изазвати клаустрофобију (страх од гушења) а добре стране су јој, што су лице и глава пацијента видљиви и што она не може да изазове промене на лицу услед приањања образине на кожу лица, као што то чини класична кисеоничка маска.
У хипербаричним маскама и хаубама у току третмана у барокомори може се постићи притисак који је еквивалент притиску на нивоу мора до око 6 атмосфере.

## Пилотске кисеоничке маске
Пилоти носе специјално дизајниране кисеоничке маске за дисање на нормалном и повишеном притиску кисеоника (натпритиску). Ове маске се употребљавају заједно са пилотском кацигом (шлемом) за које се фиксирају специјалним тракама. У ове маске поред одговарајућих вентила за избацивање издахнутог ваздуха (угљен-диоксида), уграђен је и микрофон, који у току употребе маске, омогућава пилоту комуникацију гласом са контролом летења на земљи, или уз помоћ посебног анализатора гласа и рачунара у авиону и управљање авионом уз помоћ гласа.
Према начину протока кисеоника у авијацији се користе три врсте кисеоничких маски и регулатора протока;
Кисеоничка маска са регулатором сталног протока (без натпритиска)
Овај тип маске се практично више не користи у ваздухопловству, јер због сталног протока кисеоника кроз маску (без обзира на дисање) око 40% кисеоника се губи, што је крајње нерационално расипање ограничених количина драгоценог кисеоника у авиону. Ове маске се користе од висине 4.500 -9.000 метара а изузетно до 12.200 метара надморске висине. Данас су углавном у употреби код ваздушне евакуације рањеника и болесника.
Кисеоничка маска са регулатором протока на захтев (без натпритиска)
Код ове кисеоничке маске довод кисеоника у маску је само у току удисања, због стварања негативног притиска у плућима током удаха. Количина кисеоника у овим маскама регулише се преко регулатора протока, који (ручно или аутоматски) подешава смешу ваздуха и кисеоника у зависности од достигнуте висине у распону од 21% до 100% кисеоника у смеши.
Плафон лета са овим маскама (и регулатором притиска на који су повезане) је 12.200 метара, али се у пракси због сигурности примењују до висине од 10.500 метара надморске висине. Неки од ових регулатора са маском протока на захтев раде и под малим натпритиском.
Кисеоничка маска са регулатором протока на захтев са натпритиском
Ове маске омогућавају дисање кисеоника под натпритиском, без кога је немогуће нормално дисање на висинама изнад 12.200 метара надморске висинеВиди чланак. Ове кисеоничке маске користе се са два типа регулатора; 
- регулатором за ручно подешавање протока,
- регулатором за аутоматско регулисање притиска.

До 9.000 у ову врсту маске убацује се смеша ваздуха и кисеоника до 100% концентрације. На висини од 9.000 до 12.200 метара у маску улази 100% кисеоник са малим сигурносним притиском. Изнад 12.200 до 13.500 метара у маску улази 100% кисеоник са натпритиском од 8-22 mmHg.
Дисање под натпритиском на још већим висинама достиже у плућима вредности и до 145 mmHg, што захтева контрапритисак са спољне стране грудног коша, како не би дошло до пуцања плућних алвеола и настанка пнеумоторакса. Зато се на већим висинама користе специјална висинска одела са контрапритиском на тело и специјалне херметизоване пилотске кациге (шлемови).
- Пилотска масака из 1944.
- Пилотска маска Т-37
- Руска пилотска маска КМ-34
- Руска пилотска маска КМ-34Д и заштитна кацига ZSh-7КМ

## Кисеоничке маске за путнике комерцијалних авиона у случају хаварије
Већина савремених путничких авиона опремљена је специјално дизајнираним кисеоничким маскама, које у случају нарушеног притиска ваздуха у кабини авиона путнику омогућавају нормално дисање.
У принципу, кабински простор савремених путничких авиона је под притиском (пресуризацијом) која је еквивалентна надморској висини од 1400-1700 метара (тзв „кабинска висина авиона“) и поред тога што авион лети на висинама већим од 8.000 метара надморске висине, што омогућава путницима и чланова посаде нормално дисање, без потребе за удисањем кисеоника преко маске.
Ако у случају хаварије или отказа система за регулацију, притисак кисеоника у кабини путничког авиона падне испод нивоа сигурности, (< 120 ммХг, то може за последицу имати појаву хипоксије у организму путника), из посебних преграда (најчешће изнад главе путника) аутоматски испада кисеоничка маска у крило путника, која је спремне за употребу након што је путник причврсти уз лице.
У првим година развоја путничких авиона, пре примене авиона са кабином под притиском, понекад су путници (нарочито они нарушеног здравља) морали да носе кисеоничке маске и током комерцијалних летова.

## Кисеоничке маске за ватрогасце
Ватрогасци и припадници служби за ванредне ситуације (у току санације пожара или хаварије у хемијској индустрији) користите за ту намену специјално дизајниране кисеоничке маске. Оне им омогућавају; удисање кисеоника и заштиту дисајних путева, лица и очију од дима, ватре и хемијских материја.
Ова маска је преко регулатора протока гаса повезана са специјалном боцом за кисеоник или ваздух под притиском, коју ватрогасац носи на леђима. Заједно чине уређај под називом „апарат за дисање“. Како је удисање чистог 100% кисеоника у условима пожара ризично, боце се се из безбедносних разлога чешће пуне компримованим ваздухом, (који садржи 21% кисеоника)

## Ронилачка кисеоничка маска
Специјализована ронилачка маска омогућавају удисање кисеоника или разних мешавина гасова (из ронилачких боца) у току боравка рониоца под водом, на повишеном атмосферском притиску.
Поред удисања кисеоника ове маске омогућавају и;
- Уклањање вишка азота који се у организму рониоца ослобађа из ткива у току излагања повишеном притиску који влада под водом, што спречава појаву симптома декомпресионе болести приликом изроњавања.
- Јасан вид под водом кроз специјални визир уграђен на масци,
- Вербалну комуникацију, између ронилаца или са особљем на површини воде, преко у масци уграђеног микрофона, што повећава безбедност роњења.
- Заштиту лица од биљног и животињског света, хладне и загађене воде.

Маске за лице даје већу сигурност рониоцу у случају губитка свести (као последица тровања кисеоником) или појаве конвулзија, јер наставља да дише из маске и у бесвесном стању. За разлику од писка за дисање који се придржава зубима у устима и који код поремећаја свести најчешће испада из устију и проузрокује дављење.
Ронилачку маску за лице најчешће користе професионални рониоци. У рекреативном роњењу она се ретко користи], једино када је потребно да заштити штите лице од хладне воде или убода, медуза или корала, или да спрече нелагодност и оштећења у устима које може да изазове писак за дисање између зуба код дужег роњења.
Кацига за роњење са уграђеном кисеоничком маском је посебна врста опреме професионалних рониоца која поред удисања кисеоника омогућава; вербалну комуникацију са површином и заштиту лица од удараца, хладноће, хемијских нечистоћа, песка, муља и дужег боравка под водом у току извођења грађевинских и других радова.

## Кисеоничке маске за боравак на високим планинама
Кисеоничку маску користе и алпинисти у току боравка на високим планинама, као што је нпр. Монт Еверест. Боравак на висини карактерише снижена количина кисеоника у атмосферском ваздуху, ниска температура ваздуха и јака ветровима, што отежава дисање и ствара услове за појаву хипоксије. Зато се у одређеним условима намеће потреба за удисањем кисеоника преко кисеоничке маске. Ови системи се углавном користе изнад 7.000 метара надморске висине, или у случају појаве симптома висинске болести.
За ове потребе користе се две врсте маски; 
- маска сталног протока у отвореном систему дисања и
- маска затвореног система, који обезбеђује већи притисак кисеоника у алвеоларном ваздуху, и већу концентрацију оксихемоглобина у артеријској крви.

Кисеоничке маске за боравак на висини у суровим климатским условима морају бити „робусне“ и једноставне за употребу. Оне се кисеоником снабдевају преко регулатора протока из специјалних лаганих металних боца високе чврстоће, како би се пуниле на што већем притиску кисеоника што омогућава временски дуже дисање у односу на боце пуњене на стандардном притиску.

## Концентрација кисеоника у удахнутом ваздуху
| Проток кисеоника (l/min) | Носна дворога канила | Обична маска | Венти маска са регулаторима протока | Маска са балоном и неповратним вентилом |
| 1                        | 24                   | **           | /                                   | ***                                     |
| 2                        | 29                   | **           | 24†                                 | ***                                     |
| 3                        | 33                   | **           | /                                   | ***                                     |
| 4                        | 37                   | **           | 28†                                 | ***                                     |
| 5                        | 41                   | 35           | /                                   | ***                                     |
| 6                        | 45                   | 40           | 31†                                 | ***                                     |
| 8                        | *                    | 50           | 35†                                 | >95                                     |
| 10                       | *                    | /            | 40†                                 | >95                                     |
| 15                       | *                    | /            | 60†                                 | >95                                     |
| Слике маски              |                      |              |                                     |                                         |

## Проблеми у експлоатацији кисеоничке маске
| Субјективне тегобе                                            | Клиничке промене на кожи лица                    |
| ------------------------------------------------------------- | ------------------------------------------------ |
| Осећај пецкања по кожи лица и браде                           | Пролазно црвенило коже лица након употребе маске |
| Осећај стезања и бола на месту додира образине маске са лицем | Пролазна уртикарија коже лица                    |
| Осећај жарења на месту додира са маском                       | Јаче изражено црвенило корена носа               |
| Осећај бола на корену носа                                    | Инфекција коже лица и браде                      |
| Отежано дисање (посебно издисање)                             | Црвени вежњаче ока                               |
| Главобоља након употребе маске                                | Крварење у вежњачи (конјунктиви) ока             |